# Berberis nullinervis
Berberis nullinervis är en berberisväxtart som beskrevs av T.S. Ying. Berberis nullinervis ingår i släktet berberisar, och familjen berberisväxter. Inga underarter finns listade i Catalogue of Life.